# Kustovnice čínská
Kustovnice čínská (Lycium chinense) je rostlina (keř) z čeledi lilkovité. Plody se nazývají godži, stejně jako plody příbuzné kustovnice cizí (Lycium barbarum).

## Taxonomie
Synonyma vědeckého pojmenování Lycium chinense Mill. (1768) – kustovnice čínská:
- Lycium barbarum var. chinense (Miller) Aiton
- Lycium megistocarpum Dunal var. ovatum (Poiret) Dunal
- Lycium ovatum Poiret
- Lycium rhombifolium Dippel
- Lycium sinense Grenier
- Lycium trewianum Roemer & Schultes
- Lycium barbarum Lam.

Jako první použil jméno Lycium barbarum Carl Linné v díle Species Plantarum v roce 1753. Druhý Linného popis následoval v reedici díla v roce 1762. Pak přišel popis Philipa Millera z roku 1768. Ovšem Linné a Miller popisují pod stejným jménem různé rostliny. Původní Linného rostlinu L. barbarum popisuje Miller pod jménem L. halimifolium. K záměně došlo snad proto, že Linné omylem udal původ druhu ze severní Afriky a Blízkého východu. Při pohledu na typovou položku je však vše jasné. (L. barbarum je opravdu ten druh, který se v České republice pěstuje a běžně zplaňuje.) Millerova záměna jmen se však stále traduje, a to jak v české starší literatuře (např. JIRÁSEK, Václav; ZADINA, Rudolf a BLAŽEK, Zdeněk. Naše jedovaté rostliny. 1. vyd. Praha: Nakl. ČSAV, 1957. 384 s.), tak v novější (např. KOBLÍŽEK, Jaroslav. Jehličnaté a listnaté dřeviny našich zahrad a parků. 2., rozš. vyd. Tišnov: Sursum, 2006. 551 s. + Klíč, 178 s. ISBN 80-7323-117-4.) Po Millerově popisu následoval Lamarckův popis Lycium barbarum z roku 1792, který se nejspíše vztahuje k druhu Lycium chinense, jenž byl patrně považován za varietu či poddruh Lycium barbarum. Dodnes jsou v některé dendrologické literatuře oba druhy spojovány (The Hillier Manual of Trees and Shrubs. 1972. ... 8. vyd. 2014). Je možné, že kustovnice čínská je ustálená kulturní forma či hybrid kustovnice cizí.

## Výskyt
Kustovnice čínská je rozšířená v Asii od jihozápadní Asie přes Pákistán, Nepál, Čínu a Mongolsko po Thajsko, Japonsko a Koreu, ovšem na části areálu může být zplanělá. Pěstuje se i ve Vietnamu, na Jávě a Havajských ostrovech. Komerčně se pěstuje zejména v Číně, ovšem převážně se zde pěstuje kustovnice cizí, nikoli k. čínská.

## Popis
Opadavý keř s větvemi dlouze prutovitě převisajícími. Dorůstá do výšky 0,5–1 m. Listy má živě zelené, vejčité, kosočtverečné až kopinaté, vždy řapíkaté a obvykle širší než listy kustovnice cizí. Květ: kalich je obvykle rozdělen do 3–5 cípů, minimálně je trojcípý, korunní trubka je kratší nebo stejně dlouhá jako korunní cípy, korunní cípy jsou na okraji pýřité (chlupaté) a tyčinky jsou u nominátní variety L. chinense var. chinense kratší než korunní cípy (u L. chinense var. potaninii jsou mírně delší). Plody (bobule) mají jasně červenou barvu. Počet semen se liší podle velikosti bobule. Semena jsou dlouhá 2,5–3 mm. Na rozdíl od některých jiných druhů nemá kustovnice čínská trny.

## Pěstování
Pěstování kustovnice čínské je známé z literárních pramenů již od 7. století. Čínský název zní gou qi (goji). Pěstuje se kvůli plodům, které se konzumují jako ovoce; nejčastěji se používají jako tonikum v lidové medicíně. Jako zelenina se využívají mladé zelené výhony. Ze semen se lisuje olej. Kořeny slouží jako droga ke snižování teploty. Rostliny se vysazují i jako meliorační porosty bránící erozi půdy.
Pěstování je nenáročné, kustovnice roste dobře i v méně kvalitní půdě; nevyhovuje jí přemokřená půda. Optimální podmínky pro pěstování jsou v oblastech s dostatkem slunečního svitu a vláhy. Vhodná je lehčí písčito-jílovitá půda s vyšším pH. V takových podmínkách rostlina více plodí. Plody se sklízejí ručně a protože jsou měkké, musí být česání opatrné.

## Plod

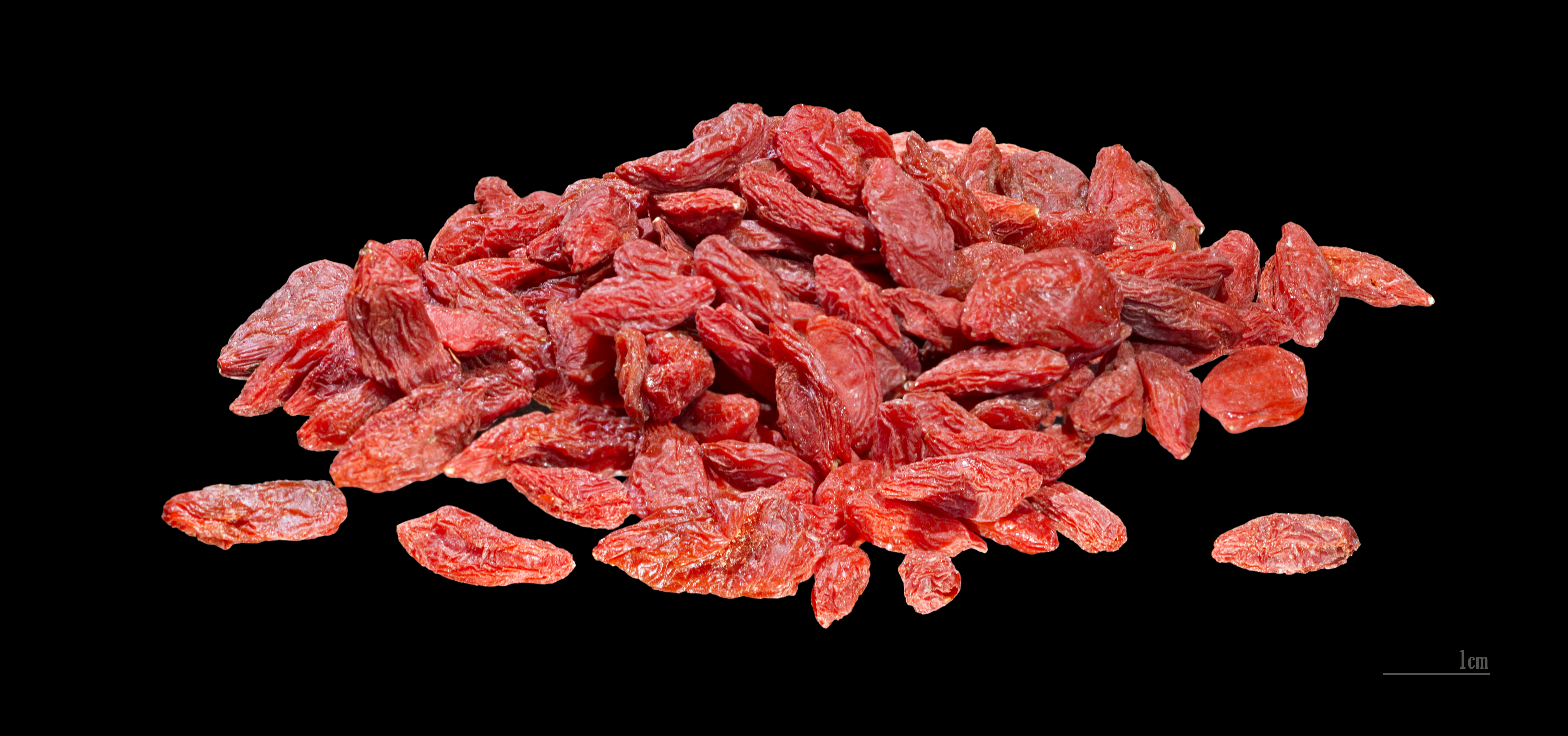
Plody kustovnice čínské

Plod obsahuje 18 druhů aminokyselin včetně všech osmi esenciálních (arginin, histidin, isoleucin, leucin, lysin, methionin, fenylalanin, taurin, threonin, tryptofan, valin), 21 stopových prvků (např. zinek, železo, měď, vápník, germanium a selen) a je i bohatým zdrojem karotenoidů, což signalizuje jeho výrazné červené zabarvení. V čerstvé mrkvi a sušeném godži je srovnatelné množství karotenoidů (v hmotnostních procentech), podíl beta-karotenu je však v godži zlomkový a převažuje zeaxantin. Obsahuje vitamín B1, B2, B6 a E.

## Léčivé účinky

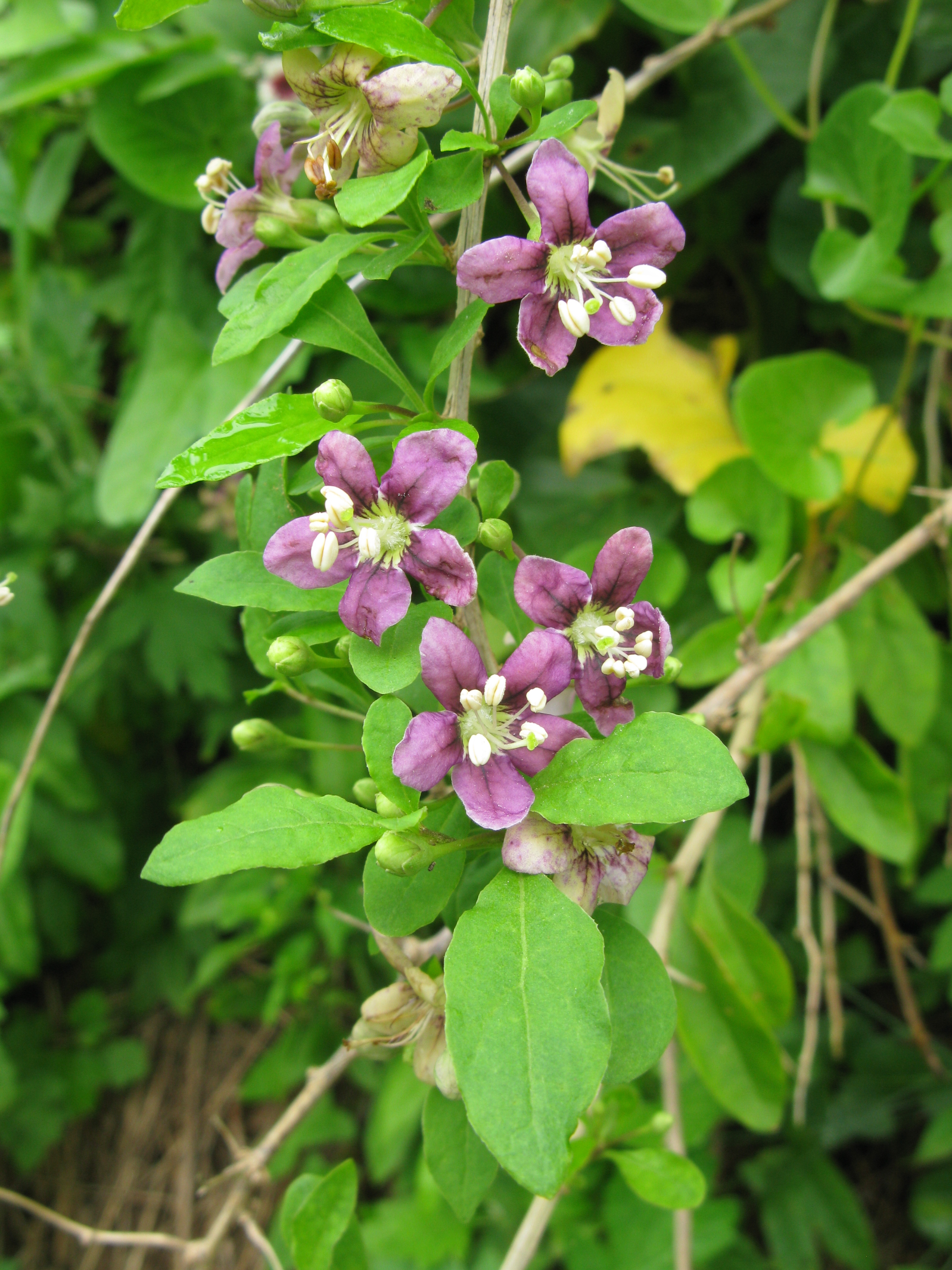
květ rostliny

V tradiční čínské medicíně se používají plody kustovnice čínské již po staletí. (Oficiální drogou v Číně je však pouze kustovnice cizí.) Je využívána zejména jako doplněk stravy nebo se připravuje v podobě čaje. Kromě plodů se využívají i listy, kůra a kořeny. Využívání plodů se datuje v Číně od konce dynastie Ming (1368–1644).
Plody obsahují antioxidanty (antioxidační aktivita je srovnatelná s kiwi a brusinkami, je však nižší než u zralých třešní). Podporují imunitní systém a redukují množství antigenů, které souvisejí s alergickými onemocněními. Také zvyšují fagocytózu retikuloendoteliálního systému, snižují krevní tlak, zlepšují tvorbu krve (stimulují tvorbu bílých a červených krvinek), mají příznivý vliv na zrak a funkci jater. Využívají se při nemocích, při kterých je vedlejším symptomem žízeň (v raných stadiích cukrovky a tuberkulózy), závratě, snížená ostrost zraku nebo chronický kašel.
Godži nabízené na trhu je v převažující míře nesprávně označováno jako plody kustovnice čínské, ale většina godži pěstovaného v Číně a vyváženého do zahraničí jsou plody kustovnice cizí, případně kulturních vyšlechtěných kultivarů získaných hybridizací kustovnice cizí s jinými druhy kustovnic. Godži jsou tedy plody stejné kustovnice, která roste běžně zdomácnělá i v teplejších oblastech České republiky.